# Стэнфордская высшая школа бизнеса
Стэнфордская высшая школа бизнеса (англ. Stanford Graduate School of Business или Стэнфордская школа бизнеса, англ. Stanford Business School) — одна из семи профессиональных школ Стэнфордского университета.
Школа предлагает программы MBA, MSx (для людей с опытом работы), Ph.D., а также совместные программы со школами естественных наук, образования, инженерства, права и медицины (после окончания подобных программ человек получает 2 степени, например: MBA и J.D.).

## Программа MBA
Программа MBA Стэнфордской школы бизнеса была названа лучше в стране U.S. News & World Report в 2015 и Forbes в 2013 году.